# Eric Larson
Eric Cleon "Eric" Larson (Cleveland, Utah, 3 september 1905 - La Canada-Flintridge, Californië, 25 oktober 1988) was een van de Disney's Nine Old Men. Na een universitaire opleiding tot journalist gaat hij voor diverse magazines in het hele land als freelancer aan het werk. In 1933 blijft hij echter in Los Angeles als hij daar een radioprogramma voor KHJ Radio mag maken, genaamd "The Trail of the Viking". In datzelfde jaar stuurt hij op aanraden van een vriend een paar van zijn tekeningen naar de Walt Disney Studios. Hij wordt direct aangenomen als assistent tekenaar.
Gedurende de komende jaren tekent Eric mee aan films als Sneeuwwitje, Fantasia, Bambi, Assepoester, Alice in Wonderland, Peter Pan, Lady en de Vagebond, Jungle Book en Doornroosje alsook aan 20 korte en 5 televisiespecials. Ook vervult hij na verloop van tijd een adviserende functie. Eind jaren 70 ontwikkelt hij het Disney Studio's Talent Program door jonge, getalenteerde tekenaars direct uit de schoolbanken aan te nemen en te begeleiden. Dit programma, dat nog steeds bestaat, ontstond in een cruciale periode van de Disney-geschiedenis, toen veel oudere tekenaars met pensioen gingen.

Na 52 jaar gewerkt te hebben bij Disney, gaat Eric in 1986 met pensioen. In een interview uit die tijd zegt hij: 
Het is niet belangrijk hoelang ik hier gewerkt heb, maar hoeveel ik ervan heb genoten en wat ik uiteindelijk allemaal heb bereikt. Als ik denk aan mijn bijdrage aan de tekenfilms die veel mensen zo leuk vinden, dan geeft me dat een goed gevoel.
Eric Larson overleed in La Canada-Flintridge, Californië, op 25 oktober 1988. In 1989 wordt hij postuum uitgeroepen tot Disney-legende.
- Bibliothèque nationale de France: cb14113159r (data)
- Gemeinsame Normdatei: 1081694645
- International Standard Name Identifier: 0000 0000 7938 5345
- Library of Congress Control Number: no2010088480
- Nederlandse Thesaurus van Auteursnamen: 073768847
- SNAC: w6d08n0f
- Virtual International Authority File: 31940378
- WorldCat: E39PBJmXKQ9dmJj89YPV6xrQbd